# 艾索-普雷勒
艾索-普雷勒（法語：Aiseau-Presles，法語發音：[ezo pʁɛl]）是比利时瓦隆大区埃諾省沙勒罗瓦区的一个市镇，位于沙勒罗瓦东面，东与那慕爾省接壤，通行法语，是比利时法语社群的一部分，人口10,788人（2018年1月1日）。